# Humburky
Humburky (deutsch Humburg, älter auch Homburg) ist eine Gemeinde in Tschechien. Sie liegt drei Kilometer südöstlich von Nový Bydžov und gehört zum Okres Hradec Králové.

## Geographie

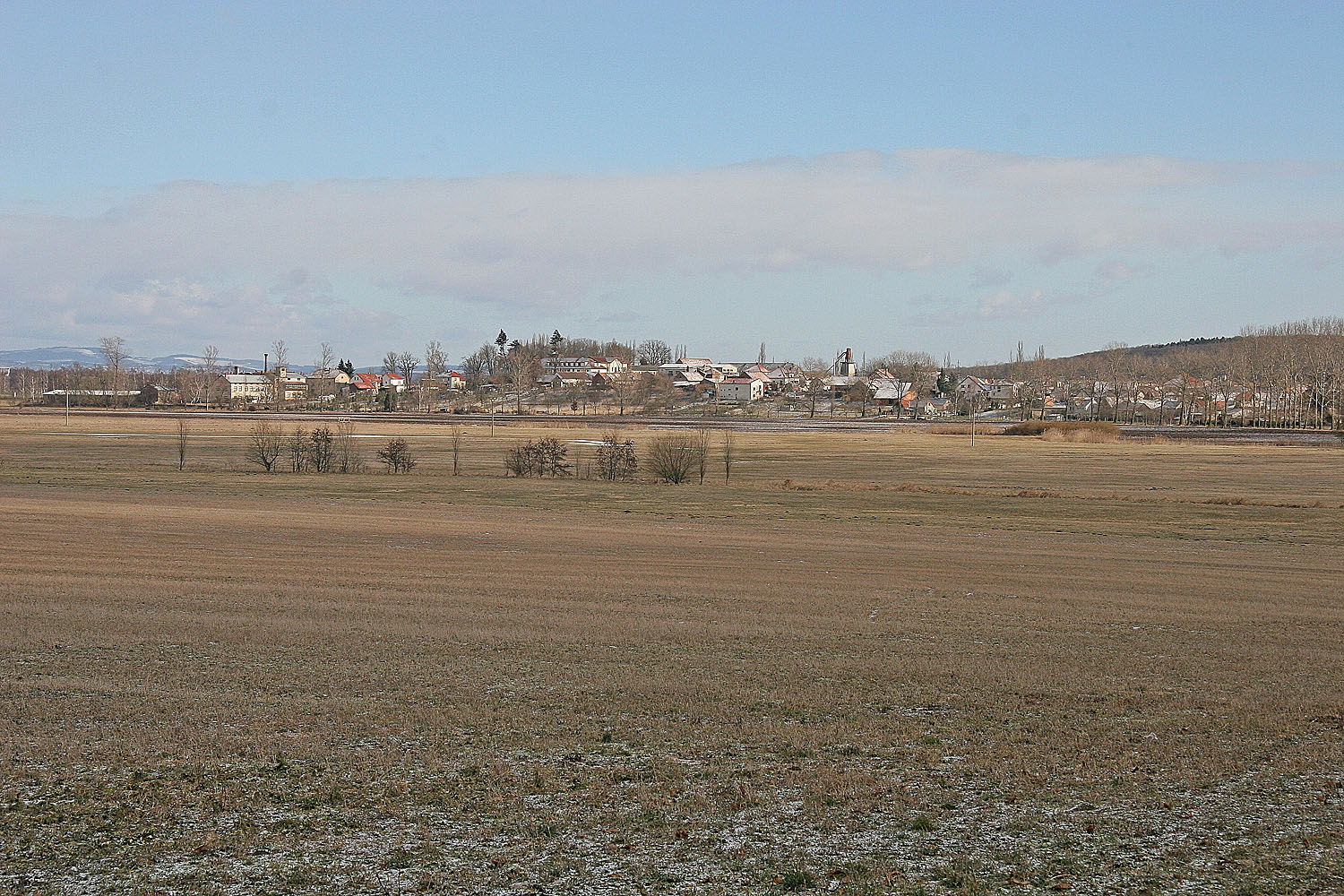
Blick auf Humburky

Humburky befindet sich am linken Ufer der Cidlina an einer Anhöhe auf der Ostböhmischen Tafel. Nordöstlich erhebt sich der Hügel Chlum (284 m).
Nachbarorte sind Metličany im Norden, Prasek im Nordosten, Libeň im Osten, Měník im Südosten, Mlékosrby im Süden, Vysočany im Südwesten, Zábědov, Chudonice und Osek im Westen sowie Nový Bydžov im Nordwesten.

## Geschichte
Die erste urkundliche Erwähnung des Dorfes erfolgte im Jahre 1359 in der Landtafel. Besitzer des zur Herrschaft Bydžov gehörigen Dorfes waren bis 1516 die Wartenberger. Anschließend wurde Wilhelm II. von Pernstein Besitzer von Humburky. Ihm folgte ab 1519 Ulrich Homberg von Homberg, zu dessen Zeiten eine Feste entstand, die während des Dreißigjährigen Krieges erlosch. Ab 1525 wurde Jan Humburský von Bydžov als Besitzer genannt. 1548 erwarb Jiří von Černín das Dorf, das damit von der Herrschaft Bydžov abgetrennt wurde. Nachfolgend wechselten die Besitzer des Gutes Humburky oft. Zu ihnen gehörten u. a. die Žehušický von Nestajov. Nach 1600 erfolgte eine Teilung des Dorfes. 1627 wurde der Adam Kaspar Vančura von Řehnice gehörige Anteil einschließlich der Feste konfisziert, Besitzer des anderen Teils waren zu dieser Zeit die Grafen Wratislaw von Mitrowitz. 1651 vereinte Jiří Štastný von Řehnice beide Anteile wieder. 1662 erwarb Václav Jindřich Odkolek von Újezd das Gut. Zwischen 1678 und 1690 waren die Hubryk von Hennersdorf, danach die Grafen von Věžník Besitzer von Humburky. In der zweiten Hälfte des 17. Jahrhunderts entstand die neue Feste. Nachdem die Herren von Vlkanov das Dorf erworben und 1748 an die Herrschaft Velký Barchov angeschlossen hatten, blieb die Feste ungenutzt. Nach 1800 erlosch das Geschlecht von Vlkanov im Mannesstamme. Neue Besitzer von Humburky wurden die Grafen Straka von Königsfeld.
Nach der Aufhebung der Patrimonialherrschaften bildete Humburk/Humburk ab 1850 eine Gemeinde im Bezirk Nový Bydžov. Nach 1850 erwarb die Familie Richter die Güter in Humburk, die sie bis zur Mühle Osek an der Cidlina und dem Venturkawald am Chlum erweiterten. 1867 zerstörte ein Großbrand Teile des Dorfes. Ferdinand Richter ließ im selben Jahre auf den Grundmauern der neuen Feste ein Schloss errichten. 1898 wurde er durch Kaiser Franz Josef I. als Ferdinand Richter von Burgbrücken geadelt. 1912 geriet Richter in finanzielle Schwierigkeiten und zog nach Wien. Humburky ersteigerte die Prager Bankiersgattin Marie Trnková, von der es 1917 Richard Procházka kaufte. In den Jahren 1924 bis 1925 besaßen die Eheleute Vincenc Junek und Eliška Junková die Güter in Humburky.
Seit 1961 gehört die Gemeinde Humburky zum Okres Hradec Králové. Seit 1967 wird in Humburky die Pferderasse Tschechisches Warmblut gezüchtet. Josef Dymeš aus Měník nahm mit seinem Vierspänner aus Humburker Zucht zwischen 1984 und 1990 an den Europameisterschaften und Weltmeisterschaften teil. Nach 1989 erfolgte die Restitution der Güter an die Familie Evžen Jiránek von Kozojídky. Seit 2000 findet in Humburky jährlich eine Silvesterprozession zur Kapelle des hl. Salvator statt.

## Gemeindegliederung
Für die Gemeinde Humburky sind keine Ortsteile ausgewiesen.

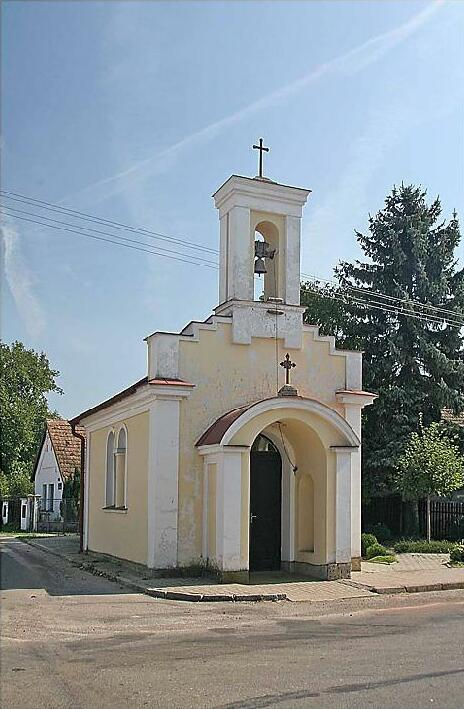
Kapelle am Dorfplatz

## Sehenswürdigkeiten

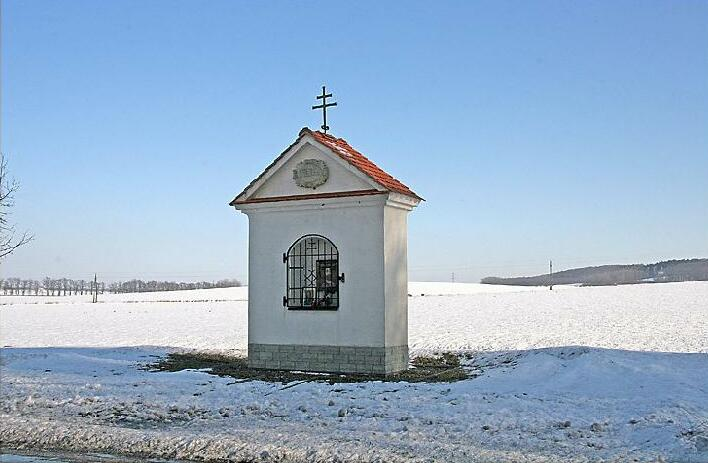
Nischenkapelle

- Kapelle der Jungfrau Maria am Dorfplatz, errichtet 1885
- barocke Nischenkapelle des hl. Salvator an der Straße nach Metličany, errichtet in der Mitte des 18. Jahrhunderts, erneuert im Jahre 2000
- früheres Schloss, heute als Wohnhaus genutzt
- Statue des hl. Wenzel, errichtet 1742